# Wtschorajsche
Wtschorajsche (ukrainisch Вчорайше; russisch Вчерайше Wtscheraische, polnisch Wczorajsze) ist ein Dorf in der ukrainischen Oblast Schytomyr mit etwa 1000 Einwohnern.

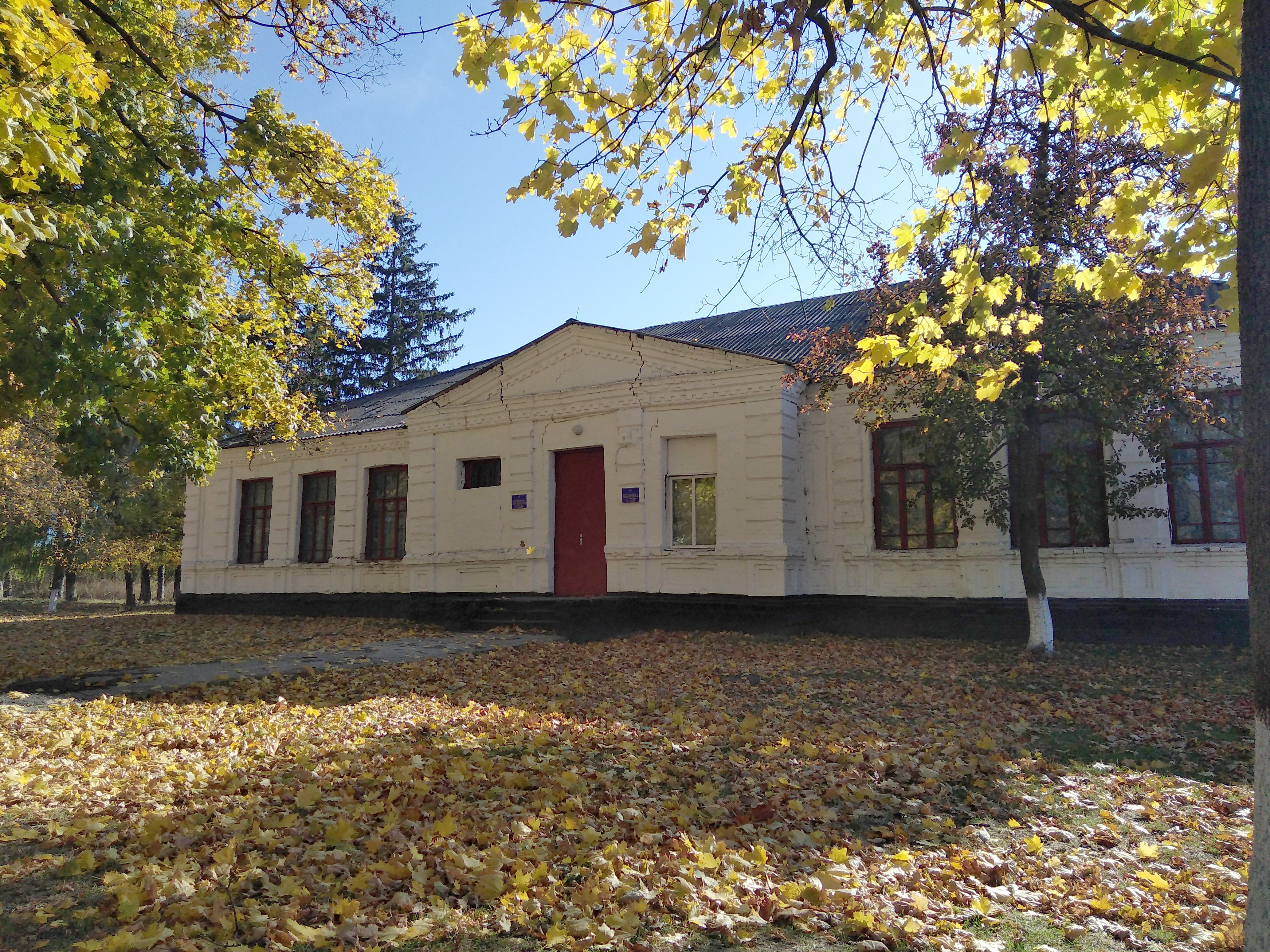
Historisches Gebäude im Ort

Das erstmals 1601 schriftlich erwähnte Dorf liegt südöstlich der Bahnstrecke Kiew–Schmerynka am Fluss Postil (Постіл), 40 km östlich vom Rajonszentrum Berdytschiw und 55 Kilometer südöstlich vom Oblastzentrum Schytomyr entfernt.
Es lag ab 1795 im russischen Gouvernement Kiew, war ab 1923 ein Teil der Ukrainischen SSR, seit 1991 dann Teil der heutigen Ukraine.

## Verwaltungsgliederung
Am 31. Juli 2018 wurde das Dorf zum Zentrum der neugegründeten Landgemeinde Wtschorajsche (ukrainisch Вчорайшенська сільська громада/Wtschorajschenska silska hromada), zu dieser zählten auch noch die 10 in der untenstehenden Tabelle aufgelisteten Dörfer sowie die 2 Ansiedlungen Perschotrawnewe und Swynjatsche bis dahin bildete es zusammen mit dem Dorf Lissowe die gleichnamige Landratsgemeinde Wtschorajsche (Вчорайшенська сільська рада/Wtschorajschenska silska rada) im Norden des Rajons Ruschyn.
Am 17. Juli 2020 kam es im Zuge einer großen Rajonsreform zum Anschluss des Rajonsgebietes an den Rajon Berdytschiw.
Folgende Orte sind neben dem Hauptort Wtschorajsche Teil der Gemeinde:
| Name                     | Name            | Name                                     |
| ukrainisch transkribiert | ukrainisch      | russisch                                 |
| ------------------------ | --------------- | ---------------------------------------- |
| Bystrijiwka              | Бистріївка      | Быстреевка (Bystrejewka)                 |
| Jaroslawka               | Ярославка       | Ярославка                                |
| Kryliwka                 | Крилівка        | Крыловка (Krylowka)                      |
| Lissowe                  | Лісове          | Лесовое (Lessowoje)                      |
| Mala Tschernjawka        | Мала Чернявка   | Малая Чернявка (Malaja Tschernjawka)     |
| Mali Nyshirzi            | Малі Низгірці   | Малые Низгорцы (Malyje Nisgorzy)         |
| Nowa Tschornorudka       | Нова Чорнорудка | Новая Чёрнорудка (Nowaja Tschjornorudka) |
| Perschotrawnewe          | Першотравневе   | Першотравневое (Perschotrawnewoje)       |
| Rostawyzja               | Роставиця       | Раставица (Rastawiza)                    |
| Swynjatsche              | Звиняче         | Звиняче (Swinjatsche)                    |
| Tschornorudka            | Чорнорудка      | Чернорудка (Tschernorudka)               |
| Schpytschynzi            | Шпичинці        | Шпичинцы (Schpitschinzy)                 |